# یواس‌اس یلواستون
یواس‌اس یلواستون ممکن است به یکی از موارد زیر اشاره داشته باشد:
- یواس‌اس یلواستون (آی‌دی-۲۶۵۷)
- یواس‌اس یلواستون (ای‌دی-۴۱)